# Karol Fryderyk Hasselquist
Karol Fryderyk Hasselquist (ur. w Kurlandii, zm. 1818) – polski lekarz szwedzkiego pochodzenia. 
Hasselquist studiował w Petersburgu i Wiedniu, otrzymując w 1774 roku dyplom doktorski. Od 1785 roku nadworny medyk króla  Stanisława Augusta Poniatowskiego.